# جو ناثان
جو ناثان (بالإنجليزية: Joe Nathan)‏ هو لاعب كرة قاعدة أمريكي، ولد في 22 نوفمبر 1974 في هيوستن في الولايات المتحدة.

## وصلات خارجية
- الموقع الرسمي
- جو ناثان على موقع دوري كرة القاعدة الرئيسي (الإنجليزية)
- جو ناثان على موقعبيزبول رفرنس.كوم (الدوري الرئيسي) (الإنجليزية)
- جو ناثان على موقعبيزبول رفرنس.كوم (الدوري الثانوي) (الإنجليزية)
- جو ناثان على موقع إي إس بي إن.كوم (أم.أل.بي) (الإنجليزية)
- جو ناثان على موقع مشجعي الرسوم البيانية (الإنجليزية)